# Ottfried von Dewitz
Ottfried von Dewitz, eigentlich Adolf Friedrich-Otto von Dewitz (* 7. Juli 1892 in Neustrelitz; † 5. November 1980 in Hamburg) war ein deutscher Offizier der Marine und Luftwaffe, Referent der Abwehr, Volkswirt, angestellter Manager, verurteilter Kriegsverbrecher und Kunstsammler.

## Leben

### Herkunft und Familie
Ottfried von Dewitz (Nr. 706 der Geschlechtszählung) war Sohn des mecklenburgischen Verwaltungsjuristen Otto (Balthasar) von Dewitz (* 19. Juli 1853 in Cölpin; † 4. November 1919 in Neustrelitz) aus dessen zweiter Ehe mit  Marie, geb. Gräfin von Schwerin (* 3. März 1862 in Göhren (Rügen); † 9. Mai 1921 in Berlin) aus dem Hause Wolfshagen. Er hatte drei Schwestern Elisabeth (* 1888), Luise (* 1889) und Marie (* 1894) sowie weitere Halbgeschwister aus erster Ehe des Vaters. Sein Großvater väterlicherseits war der Reichstagsabgeordnete Friedrich von Dewitz. Über seine Mutter war er ein Vetter war des Reichsministers der Finanzen Lutz von Krosigk. Er heiratete am 25. Oktober 1918 in Potsdam Clothilde, geb. von der Lancken-Wakenitz (* 30. Juni 1898 in Potsdam; † 1. Juni 1972 in Hamburg), Tochter des preußischen Rittmeisters Fritz Leopold Malte von Lancken-Wakenitz. Er hatte mit seiner Ehefrau sieben Kinder, darunter die Tochter Adelheid Cramer von Clausbruch (* 19. Dezember 1934).

### Karriere
In Neustrelitz besuchte von Dewitz eine private Knabenschule und absolvierte das Gymnasium in der Klosterschule Roßleben. Er trat im April 1912 als Seekadett in die Kaiserliche Marine ein. Dort erfolgte am 12. April 1913 seine Beförderung zum Fähnrich zur See beim Waffenlehrgang der Marineschule. Nach Ausbruch des Ersten Weltkrieges wirkte er noch bis September 1914 als Offizierdiensttuer auf der Prinz Adalbert. Danach erfolgten bis Januar 1916 Einsetzungen als Wachoffizier auf der G 134 und der S 142. Danach folgte bis März desselben Jahres eine zweimonatige Ausbildung zum Seeflieger bei der I. Seefliegerabteilung und daraufhin eine Versetzung zur Seefliegerstation in Stralsund, weiterhin bei der I. Seefliegerabteilung, wo er auch bis Kriegsende blieb. Bis Januar 1917 erfolgte eine Versetzung zur Seefliegerstation nach Angernsee in Lettland. Danach wurde er die nächsten drei Monate, bis April 1917, bei der Seefliegerstation in Putzig eingesetzt. Bis Ende des Krieges wirkte er bei dem Seefliegerversuchskommando in Warnemünde, wo auch am 25. Dezember 1917 noch seine Beförderung zum Oberleutnant zur See erfolgte und wo er zuletzt an einem Referat arbeitete. Wolfgang von Gronau wirkte zur selben Zeit auch am Ort und war wie von Dewitz auch ein erfahrener Seeflieger. Er schied am 22. November 1919 aus der Marine aus.
In der Weimarer Republik studierte er bis 1926 Volkswirtschaft, wirkte an der Erprobung von Wasserflugzeugen mit und wurde Mitglied der Deutschen Versuchsanstalt für Luftfahrt (DVL), wo er im April 1926 zum Mitglied des Vorstandes gewählt wurde wo er in der Verwaltung wirkte. und im selben Jahr auch als Direktor angegeben wurde. Im Jahre 1929 wechselte er zu den Junkers Flugzeug- und Motorenwerken, wo er im April 1936 Vorstandsmitglied wurde. In der Zwischenzeit wirkte er bis 1935 auch als Vorstandsmitglied der Aktiengesellschaft für Papiertechnik Deupa und der Papierfabrik Spechthausen. 1932 schied er offiziell aus der DVL aus. Im November 1937 verließ er den Vorstand und besuchte bis 1939 mehrmals Südafrika im Namen der Junkers AG. Nebenbei betätigte er sich als Kunsthändler, so erwarb er 1937 das Gemälde Brecher von Emil Nolde in der Galerie Ferdinand Möller. Auch andere Noldebilder und Skulpturen von Ernst Barlach waren in seinem Besitz. Mit Beginn des Zweiten Weltkrieges wurde er in der Luftwaffe reaktiviert und war im Reichsluftfahrtministerium aktiv an den Vorbereitungen zum Luftangriff auf Coventry involviert. Später wechselte er zur Abwehr, wo er im Stab von Admiral Wilhelm Canaris in der Abwehr-West als Englandreferent wirkte. Bis dahin hatte er den Rang eines Oberstleutnants der Luftwaffe erreicht. Nach der Festnahme von Canaris wurde der SS-Brigadeführer Walter Schellenberg sein neuer Vorgesetzter.
Nach dem Krieg eröffnete er im Frühjahr 1946 unter dem Namen „Das schöne Gefäss“ in Jena eine eigene Kunst- und Antiquitätenhandlung. 1949 kaufte er erneut das Gemälde Brecher. Seine regelmäßigen Reisen nach West-Berlin weckten den Verdacht der sowjetischen Behörden, die ihn im Juni 1948 verhafteten und vor einem russischen Kriegsgericht wegen der Kriegsvorbereitung auf England und die USA anklagten. Durch ein Sowjetisches Militärtribunal wurde er zu 25 Jahren Haft im Arbeitslager Workuta verurteilt, kam aber schon September 1955 durch Vermittlung von Bundeskanzler Konrad Adenauer wieder frei (Heimkehr der Zehntausend). Er siedelte nach Westdeutschland um, wirkte als Versicherungskaufmann und erkaufte sich erneut eine umfangreiche Sammlung von moderner und grafischer Kunst. Er war Rechtsritter des Johanniterordens.

## Werke
- Jahrbuch 1927 der Deutschen Versuchsanstalt für Luftfahrt, E.V., Berlin-Adlershof (mit Wilhelm Hoff und Georg Madelung)
- Jahrbuch 1929 der Deutschen Versuchsanstalt für Luftfahrt, E. V., Berlin-Adlershof (mit Wilhelm Hoff und Georg Madelung)[18]
- Korrespondenz des Kunsthändlers Ottfried v. Dewitz, Jena, mit Kunstmalern und Graphikern aus den Jahren 1945–1947. 1947